# Il generale dei desperados
Il generale dei desperados (Villa!!) è un film del 1958 diretto da James B. Clark.
È un western statunitense con Brian Keith, Cesar Romero e Margia Dean.

## Produzione
Il film, diretto da James B. Clark su una sceneggiatura di Louis Vittes, fu prodotto da Plato A. Skouras per la Twentieth Century Fox e girato in Messico da fine febbraio a fine marzo 1958.

## Distribuzione
Il film fu distribuito con il titolo Villa!! negli Stati Uniti nell'ottobre 1958 al cinema dalla Twentieth Century Fox.
Altre distribuzioni:
- in Svezia il 2 febbraio 1959 (Revolt i Mexiko)
- in Finlandia il 27 marzo 1959 (Pancho Villa, Meksikon kauhu)
- in Austria (König der Banditen)
- in Grecia (O epanastatis tou Mexikou)
- in Italia (Il generale dei desperados)
- in Germania Ovest (König der Banditen)

## Promozione
Le tagline sono:
- The earth swarmed with his thundering men on horseback! The mountains roared his name
- Out of the mountains stormed Mexico's raging Robin Hood!